# 教廷大使馆

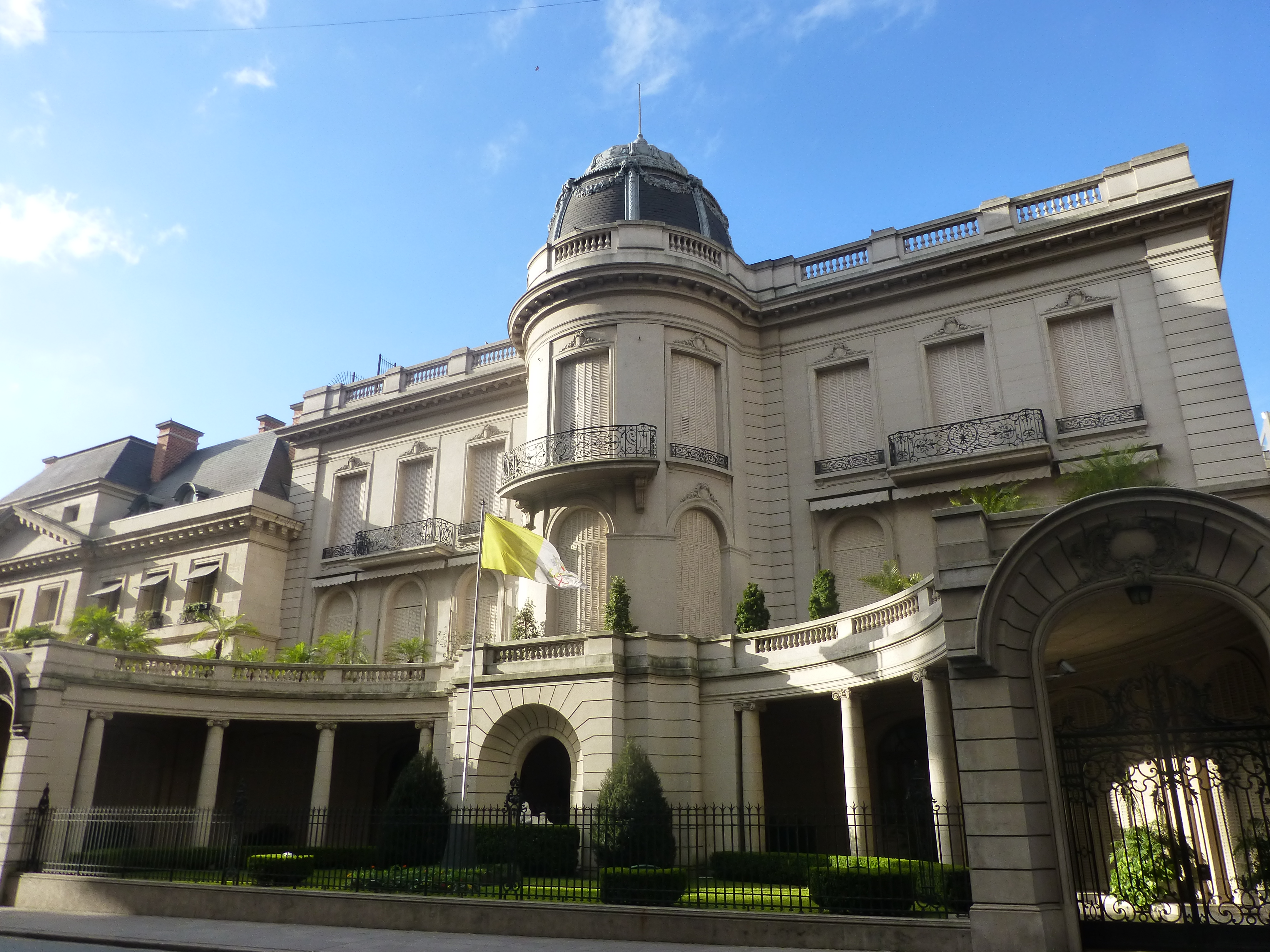
教廷驻阿根廷布宜诺斯艾利斯大使馆

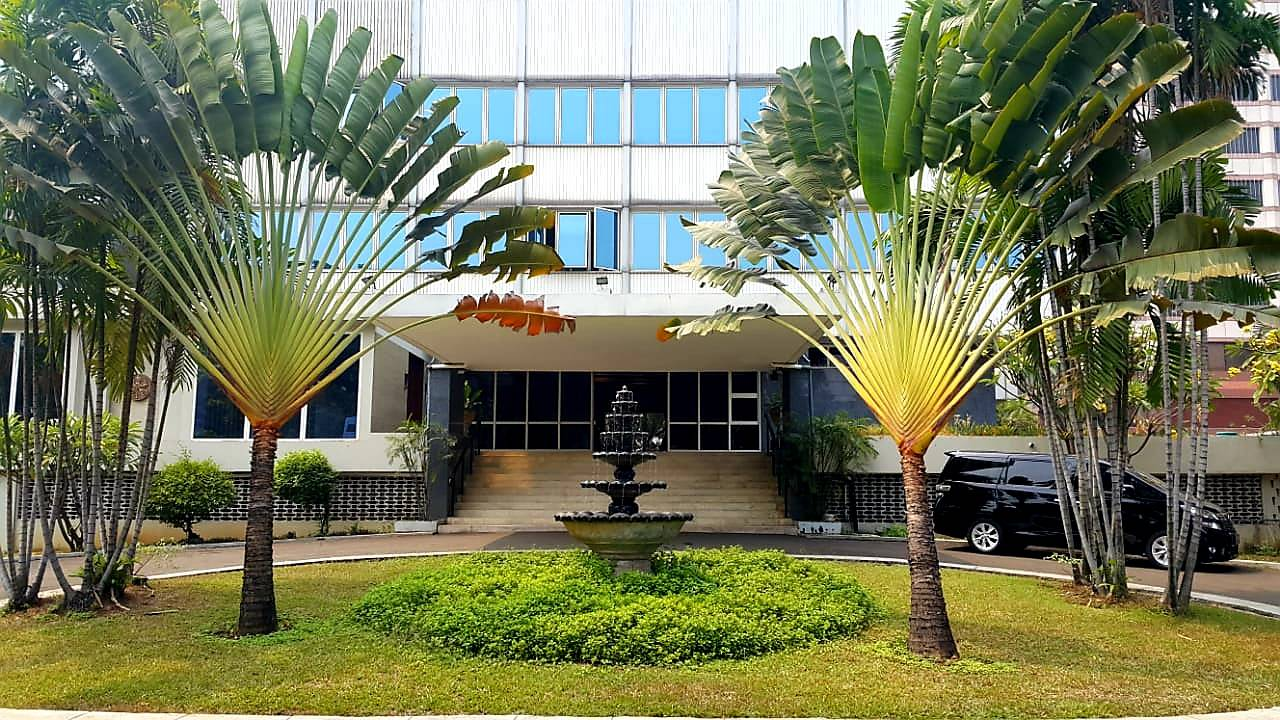
教廷驻印度尼西亚雅加达大使馆

教廷大使馆，亦翻译为“聖座大使館”或“宗座大使館”， 是圣座最高级别的外交代表机构，相当于其他国家的大使馆。但是它既不签发签证，也没有领事。
教廷大使馆的负责人称之为“圣座大使”，这是一个基督教会的外交头衔。教皇特使（正式名称为“教廷大使馆”）是圣座驻其他国家或两个国际组织（欧洲联盟或东南亚国家联盟）之一的常驻外交代表（使领馆馆长），具有特命全权大使级别的外交职衔以及领衔总主教的教会职衔。而在其他政府间组织里，教皇的代表则被称为“常驻观察员”或“会议代表”。
在于圣座有外交关系的几个国家里，圣座大使是事实上的外交使团团长。在所有派驻该国的外交官中，圣座大使是首席；他在外交特权和礼节问题上代表外交使团发言。大多数承认圣座大使优先权的国家都是正式天主教国家，但有些国家不是。
此外，圣座大使是该特定国家教会与圣座之间的联络人。因而，圣座大使在挑选主教方面发挥着重要作用。

## 驻外外交机构

常驻大使级，拥有附加特权
大使级，非常驻，拥有附加特权
常驻普通大使级
非常驻代表团一般大使级
----
与（驻在国）政府有正式接触但没有外交关系
仅派代表到（驻在国）教会机构且无外交关系
----
注：圣座外交等级参见罗兰岗圣伊丽莎白安西顿天主堂华人教友联谊会

教皇向以下国家及国际法主体派遣了圣座大使（截止至2010年1月）。

### 亚洲地区
巴林、孟加拉国、柬埔寨、中华民国、东帝汶、印度、印度尼西亚、伊朗、伊拉克、以色列、日本、哈萨克斯坦、韩国、科威特、吉尔吉斯斯坦、黎巴嫩、马来西亚、蒙古国、尼泊尔、巴基斯坦、菲律宾、卡塔尔、新加坡、斯里兰卡、叙利亚、塔吉克斯坦、泰国、土库曼斯坦、阿拉伯联合酋长国、乌兹别克斯坦、越南非常驻、也门

### 欧洲地区
阿尔巴尼亚、安道尔、亚美尼亚、奥地利、阿塞拜疆、白俄罗斯、比利时、波斯尼亚和黑塞哥维那、保加利亚、克罗地亚、塞浦路斯、捷克共和国、丹麦、爱沙尼亚、欧洲联盟、芬兰、法国、格鲁吉亚、德国、英国、希腊、匈牙利、冰岛、爱尔兰、意大利、拉脱维亚、列支敦士登、立陶宛、卢森堡、马其顿、马耳他、摩尔多瓦、摩纳哥、黑山、荷兰、挪威、波兰、葡萄牙、罗马尼亚、俄罗斯、圣马力诺、塞尔维亚、斯洛伐克、斯洛文尼亚、西班牙、瑞典、瑞士、土耳其、乌克兰

### 非洲地区
阿尔及利亚、安哥拉、贝宁、布基纳法索、布隆迪、博茨瓦纳、喀麦隆、佛得角、中非共和国、乍得、刚果共和国、刚果民主共和国、科特迪瓦、吉布提、埃及、赤道几内亚、厄立特里亚、埃塞俄比亚、加蓬、冈比亚、加纳、几内亚、几内亚比绍、肯尼亚、莱索托、利比里亚、利比亚、马达加斯加、马拉维、马里、毛里求斯、摩洛哥、莫桑比克、纳米比亚、尼日尔、尼日利亚、卢旺达、圣多美和普林西比、塞内加尔、塞舌尔、塞拉利昂、南非、苏丹、斯威士兰、坦桑尼亚、多哥、突尼斯、乌干达、赞比亚、津巴布韦

### 美洲地区
安提瓜和巴布达、阿根廷、巴哈马、巴巴多斯、伯利兹、玻利维亚、巴西、加拿大、智利、哥伦比亚、哥斯达黎加、古巴、多米尼克、多米尼加共和国、厄瓜多尔、萨尔瓦多、格林纳达、危地马拉、圭亚那、海地、洪都拉斯、牙买加、墨西哥、尼加拉瓜、巴拿马、巴拉圭、秘鲁、圣基茨和尼维斯、圣卢西亚、圣文森特和格林纳丁斯、苏里南、特立尼达和多巴哥、美国、乌拉圭、委内瑞拉

### 大洋洲地区
澳大利亚、库克群岛、斐济、关岛、基里巴斯、马绍尔群岛、密克罗尼西亚联邦、瑙鲁、新西兰、帕劳、巴布亚新几内亚、萨摩亚、所罗门群岛、汤加、瓦努阿图

### 其他特殊案例
- 联合国：圣座在联合国由驻美国纽约联合国纽约总部的圣座常驻联合国观察员（英语：圣座常驻联合国观察员）和驻瑞士日内瓦联合国日内瓦办事处的圣座常驻日内瓦联合国观察员（英语：Permanent Observer of the Holy See to the United Nations in Geneva）所代表。他们都是领衔总主教职衔。

- 太平洋岛国：目前圣座在太平洋岛国由教廷驻新西兰大使馆代表，同时驻新西兰圣座大使也是太平洋岛国全体天主教信徒的代表。[6][7]

- 马耳他骑士团：圣座与马耳他骑士团建有外交关系，但是并没有派驻外交代表（因其总部也在罗马）。[8]

- 圣座仅与15个国家没有建立外交关系，包括：8个伊斯兰教国家（阿富汗伊斯兰酋长国、沙特阿拉伯王国、文莱达鲁萨兰国、科摩罗联盟、马尔代夫共和国、毛里塔尼亚伊斯兰共和国、阿曼苏丹国、索马里联邦共和国）、4个共产主义国家（朝鲜民主主义人民共和国、老挝人民民主共和国、中华人民共和国、越南社会主义共和国）和3个其他国家（不丹王国、缅甸联邦共和国、图瓦卢）。[9]

## 驻外圣座代表
圣座代表可以被派往天主教会和一个与圣座没有外交关系的国家并与之进行联络，尽管没有被该驻在国政府认可。圣座代表没有正式的外交地位，但在一些国家他们有一些外交特权。
- 非洲地区（科摩罗联盟、毛里塔尼亚伊斯兰共和国、索马里联邦共和国）

- 亚洲地区（阿拉伯半岛、文莱达鲁萨兰国、老挝人民民主共和国、缅甸联邦共和国、越南社会主义共和国）

- 安的列斯群岛地区（安圭拉、安提瓜和巴布达、阿鲁巴、巴哈马、巴巴多斯、伯利兹、百慕大、英属维尔京群岛、开曼群岛、多米尼加、法属圭亚那、格林纳达、瓜德罗普、圭亚那、牙买加、马提尼克、蒙特塞拉特、荷属安的列斯、圣基茨和尼维斯、圣卢西亚、苏里南、特立尼达和多巴哥、特克斯和凯科斯群岛、圣文森特和格林纳丁斯）

- 太平洋地区